# Tratado Victoria-Vélez
El tratado Victoria-Vélez fue un acuerdo firmado en Bogotá entre los plenipotenciarios de Colombia, Jorge Vélez, y de Panamá, Nicolás Victoria Jaén, el 9 de julio de 1924. El objetivo de este era solucionar los diferendos limítrofes entre ambos países surgidos a raíz de la separación de Panamá de Colombia en 1903 y que el tratado Thomson-Urrutia no fue capaz de dirimir.
El tratado fue aprobado por el Congreso de la República de Colombia por Ley 53 de 1924. En él se estableció lo referente a los límites terrestres comunes con base en lo establecido por la Ley colombiana del 9 de junio de 1855. El canje de ratificaciones tuvo lugar en Bogotá el 31 de enero de 1925 y territorialmente cobijó desde cabo Tiburón al punto equidistante entre las puntas Cocalito y Ardita.
Como el gobierno colombiano no pensó en que algún día los Estados Unidos devolverían la Zona y el Canal a Panamá, no se especificó la forma como quedarían consagrados en esta eventualidad los derechos colombianos consagrados en el Urrutia-Thomson. Tampoco el Vélez-Victoria incluyó cláusula alguna que protegiera los derechos colombianos en esas circunstancias.
Como consecuencia de este tratado,  Colombia conservó una pequeña porcion del istmo de Panamá y la República de Panamá perdió parte de los territorios con los cuales se unió a la Gran Colombia, tales cono el sitio histórico de Santa María la Antigua del Darién, presencia en el Golfo de Urabá y salida soberana al Río Atrato